# NGC 5306
NGC 5306 is een lensvormig sterrenstelsel in het sterrenbeeld Maagd. Het hemelobject werd op 5 maart 1785 ontdekt door de Duits-Britse astronoom William Herschel.
Waarnemers in de Benelux kunnen, aan de hand van NGC 5306, op zoek gaan naar de gordel van geostationaire satellieten. De telescoop met volgmechanisme dient naar NGC 5306 gericht te worden, de geostationaire satellieten bewegen traag doorheen het beeldveld.

## Synoniemen
- MCG -1-35-14
- VV 135
- HCG 67A
- PGC 49039